# Гомес, Эктор
Эктор Гомес Сотомайор исп. Héctor Gómez Sotomayor (13 октября 1934, Торреон, Коауила, Мексика — 15 августа 2009, Мехико, Мексика) — мексиканский актёр театра и кино и преподаватель.

## Биография
Родился 13 октября 1934 года в Торреоне в семье Анхеля Гомеса и Консепсьон Сотомайор. У него было три брата и сестра: Анхель, Консепсьон, Оскар и 
Хайме. В мексиканском кинематографе дебютировал в 1951 году и снялся более чем в 60 фильмах и телесериалах. Дебютировал как актёр ещё раньше, до пятнадцати лет участвовал в нескольких сезонах детского театра, одним из них стал спектакль «Снежная королева» 1945 года. Он учился актёрскому мастерству в INBA, входя в первое поколение актёров, кто закончил его. В 1958 году впервые снялся в первой мексиканской мыльной опере «Запретная тропа» вместе с другой группой выдающихся актёров, таких как Сильвия Дербес, Алисия Монтойя, Хорхе Лават, Аугусто Бенедико, Хулио Алеман, Барбара Хиль и Рафаэль Банкель. Он был одним из самых востребованных исполнителей главных ролей в кино и на телевидении. Фактически, в юности его считали «мексиканцем Джеймсом Дином» благодаря бунтарскому нраву и манере одеваться, подражавшего покойному американскому актёру.
В кино он участвовал в таких фильмах, как «Покер королевы», «Воспоминания о порвенире», «Сапата в Китае», «Кримен ферпекто» и «Клуб эвтаназии».
Одной из самых запоминающихся его театральных постановок стал заключенный-гей Молина в спектакле Артуро Рипштейна «Поцелуй женщины-паука» по произведению Мануэля Пуига. Свое участие в этой работе актёр запомнил как один из своих величайших триумфов.
Помимо своей обширной актёрской карьеры, он также работал преподавателем, преподавал театр в Школе театрального искусства INBA, Институте Андреса Солера и профессором драматической литературы и театра на факультете философии и литературы UNAM
В 1993 году он отпраздновал своё 50-летие сценической деятельности в Театре Исауро Мартинеса в сопровождении Сусаны Александер небольшим мюзиклом, который они поставили на тексты Сальвадора Ново.
Скончался 15 августа 2009 года в Мехико от рака.

## Фильмография

### Телесериалы
- 1958 — Запретная тропа
- 1959 — Тайна
- 1960 —
  - Лицо из прошлого
  - Осторожно с ангелом — Падре Ансельмо.
- 1964 —
  - Женщина-врач
  - Скорая помощь
- 1967 — Сомнение
- 1968 — Интрига
- 1971 — Итальянка собирается замуж — Эктор.
- 1974 — Злоумышленница — Куко.
- 1975 — Нарасхват — Начо.
- 1977 — Месть